# Regeringen Sorsa IV
Regeringen Sorsa IV var Republiken Finlands 63:e regering. Det var en ”rödmylleregering” där SDP, Centern, SFP och FLP (Finlands landsbygdsparti) ingick. Ministären regerade 6 maj 1983–30 april 1987. 
| Minister                                                    | Ämbetsperiod                                                | Parti       |
| ----------------------------------------------------------- | ----------------------------------------------------------- | ----------- |
| Statsminister Kalevi Sorsa Paavo Väyrynen, ställföreträdare | 6.5.1983–30.4.1987 6.5.1983–30.4.1987                       | SDP Centern |
| Utrikesminister Paavo Väyrynen                              | 6.5.1983–30.4.1987                                          | Centern     |
| Justitieminister Christoffer Taxell                         | 6.5.1983–30.4.1987                                          | SFP         |
| Inrikesminister Matti Ahde Matti Luttinen Kaisa Raatikainen | 6.5.1983–30.9.1983 1.10.1983–30.11.1984 1.12.1984–30.4.1987 | SDP         |
| Försvarsminister Veikko Pihlajamäki                         | 6.5.1983–30.4.1987                                          | Centern     |
| Finansminister Ahti Pekkala Esko Ollila                     | 6.5.1983–31.1.1986 1.2.1986–30.4.1987                       | Centern     |
| Undervisningsminister Kaarina Suonio Pirjo Ala-Kapee        | 6.5.1983–31.5.1986 1.6.1986–30.4.1987                       | SDP         |
| Jord- och skogsbruksminister Toivo Yläjärvi                 | 6.5.1983–30.4.1987                                          | Centern     |
| Trafikminister Matti Puhakka Matti Luttinen                 | 6.5.1983–30.11.1984 1.12.1984–30.4.1987                     | SDP         |
| Handels- och industriminister Seppo Lindblom                | 6.5.1983–30.4.1987                                          | SDP         |
| Social- och hälsovårdsminister Eeva Kuuskoski               | 6.5.1983–30.4.1987                                          | Centern     |
| Social- och hälsovårdsminister Matti Puhakka                | 1.12.1984–30.4.1987                                         | SDP         |
| Arbetsminister Urpo Leppänen                                | 6.5.1983–30.4.1987                                          | FLP         |
| Miljöminister Matti Ahde                                    | 1.10.1983–30.4.1987                                         | SDP         |
| Kultur- och vetenskapsminister Gustav Björkstrand           | 6.5.1983–30.4.1987                                          | SFP         |
| 2:e finansminister Pekka Vennamo                            | 6.5.1983–30.4.1987                                          | FLP         |
| Utrikeshandelsminister Jermu Laine                          | 6.5.1983–30.4.1987                                          | SDP         |